# Проспект 50-летия Победы (Мелитополь)
Проспект 50-летия Победы (укр. Проспект 50-річчя Перемоги) — проспект в Мелитополе, центральная улица Микрорайона. Начинается от улицы Гетмана Сагайдачного, где он сливается с проспектом Богдана Хмельницкого, и заканчивается перекрёстком с переулком Александра Тышлера.

## История
Решение о прорезке проектной улицы от улицы Гоголя до Селянского переулка было принято 30 марта 1966. 16 января 1969 проектная улица была временно наименована 4-й Продольной. (В это же время на Микрорайоне возникли 3-я Продольная и 2-я Поперечная улицы.) Временное название сохранялось за улицей более четверти века, и только 3 мая 1995 года, накануне Дня Победы, 4-я Продольная была переименована в проспект 50-летия Победы.

## Объекты
- Промышленно-экономический техникум
- Рижский рынок
- Лаборатория поликлиники № 2

## Транспорт
По проспекту проходят маршруты 1, 1А, 7, 11, 11А, 12, 14, 15, 16А, 17, 20, 22, 23, 24, 24А, 27, 27А, — более половины автобусных маршрутов города. Маршруты  28, 29, 34, 36 на сегодняшний день отменены.